# Communes de la wilaya de Ouled Djellal
Pour les autres communes, voir Liste des communes d'Algérie.
Liste des communes de la wilaya algérienne de Ouled Djellal créée en 2019 par ordre alphabétique :
1. Besbes
2. Ech Chaïba
3. Doucen
4. Ouled Djellal
5. Sidi Khaled
6. Ras El Miaad